# Mauritz Béla
Mauritz Béla (Kassa, 1881. május 3. – Budapest, 1971. február 15.) petrográfus, mineralógus, egyetemi tanár, a földtudományok doktora, a Magyar Tudományos Akadémia rendes, majd tiszteleti tagja. A magyarországi kőzettan úttörő jelentőségű, iskolateremtő egyénisége volt. Monografikus igénnyel feldolgozta a Kárpát-medencei magmás előfordulások, alkálikőzetek petrográfiáját. 1915-től 1949-ig volt az ásvány- és kőzettan nyilvános rendes egyetemi tanára a budapesti Pázmány Péter Tudományegyetemen. 1944-től 1945-ig a Királyi Magyar Természettudományi Társulat elnöke.

## Életútja
Eötvös-kollégistaként végezte felsőfokú tanulmányait a Budapesti Tudományegyetemen, ahol 1902-ben bölcsészdoktori  oklevelet szerzett. 1902-től 1905-ig az egyetem ásvány- és kőzettani tanszékén oktatott Krenner József tanársegédjeként. 1905-ben a budapesti egyetemen természetrajz–vegytan szakos tanári minősítést szerzett. 1905 és 1910 között Semsey Andor ösztöndíjasaként Heidelbergben (Goldschmidt és Rosenbusch irányítása alatt), Lipcsében, Drezdában és Bécsben képezte tovább magát az ásvány- és kőzettan területén. 1910-ben visszatért tanársegédi munkájához a Budapesti Tudományegyetemre, 1912 után adjunktusi, 1913-tól helyettes tanári címmel adott elő az ásvány- és kőzettani tanszéken. Egyidejűleg 1909-ben a kőzettan magántanárává habilitált, illetve 1911-től 1918-ig az ércteleptan magántanára volt a Királyi József Műegyetemen is. 
A Budapesti Tudományegyetemen 1914-ben az ásvány- és kőzettan nyilvános rendkívüli tanárává nevezték ki. 1915-től három évtizeden keresztül, 1949-ig nyilvános rendes tanári címmel vezette a tanszéki munkát, egyúttal az ásvány- és kőzettani egyetemi intézetet. 1929–1930-ban az egyetem bölcsészettudományi karának dékáni, 1943–1944-ben az egyetem rektori feladatait látta el, 1944 végén pedig rövid ideig a tanintézet prorektora volt. Ezzel párhuzamosan 1937-től 1944-ig a felsőház póttagja volt.
1944-ben mint az egyetem prorektora, a nyilaskeresztes kormány statáriális eljárásával is dacolva, elszabotálta az egyetem Németországba költöztetését. Ugyanebben az évben tagja volt annak az MTA-különbizottságnak, amely a nyilasokkal szimpatizáló, később kormánybiztosi hivatalt is vállaló Orsós Ferenc patológusnak ítélte az Akadémia nagyjutalmát. A budapesti népbíróság ezért Mauritzot 1946-ban vád alá fogta – kiegészítve azzal a vádponttal, hogy korábban megakadályozta a tanácsköztársaságban szerepet vállalt Lambrecht Kálmán egyetemi tanári kinevezését –, s a per feddéssel zárult. 1949-ben nyugdíjazás ürügyén eltávolították tanszéke éléről, s ezt követően a Magyar Állami Földtani Intézet kőzettani, bányatelepítési és -művelési kutatásaiban vett részt, majd miután onnan is eltávolították, a Magyar Természettudományi Múzeum ásvány- és kőzettárának munkatársa volt. 1957-ben megvédte doktori értekezését, a földtudományok doktora lett.

## Munkássága
Tudományos pályája elején elsősorban ásványtani, kristálytani kérdések foglalkoztatták, főként a kristályszerkezetek geometriai és morfológiai sajátosságaira vonatkozó kutatásai voltak jelentősek (pl. kalkopirit, pirargirit, glauberit). Pályája későbbi szakaszában tudományos érdeklődése áthelyeződött a kőzettani stúdiumokra, ezzel a magyarországi petrográfia korai történetének egyik legjelentősebb életművét hagyta az utókorra. Behatóan tanulmányozta a Kárpát-medencei mélységi és kiömlési magmás kőzetek szerkezetét, különös figyelemmel az alkálikőzetekre. Így például feldolgozta az erdélyi (pl. ditrói) eleolitszienitek, a Tarcal-hegységi trachit, a báni-hegységi eruptívumok és a mecseki vulkanitok kőzettanát, de tanulmányozta a Ság hegyi bazaltkőzeteket, a Balaton-felvidéki bazaltok zeolitásványait, bazaltüregek zoolitjait, a Mátra andezitjeit, a Magas-Tátra gránitját is.
Élete során több könyvet és mintegy nyolcvan szakcikket, tanulmányt közölt. Korszerű szemléletű vizsgálatai, és az azok eredményeit összefoglaló írásai máig alapvető munkáknak számítanak. 1936-tól 1946-ig szerkesztette a Matematikai és Természettudományi Értesítő című szakfolyóiratot. Rendszeresen tartott tudományos előadásokat az Uránia Ismeretterjesztő Társaságban (kristálytan, ércteleptan, földtörténet, földkéreg stb.).
Szakmai hagyatékát – kéziratokat, kőzet-vékonycsiszolatokat stb. – a Magyar Természettudományi Múzeum ásvány- és kőzettárára hagyta.

### Társasági tagságai és elismerései
1913-ban a Magyar Tudományos Akadémia levelező, 1923-ban rendes, 1942-ben tiszteleti tagjává választották, egyidejűleg 1935 és 1946 között a testület igazgatóságának is tagja volt. Az MTA 1949. évi átszervezésekor tanácskozó taggá minősítették vissza, s korábbi tiszteleti tagságát csak 1989-ben posztumusz állították vissza. 1926-tól 1942-ig volt az MTA matematikai és természettudományi bizottságának előadója, 1933-tól 1946-ig pedig a III. Matematikai és Természettudományok Osztályának titkári teendőit látta el.
1923-tól 1932-ig a Magyarhoni Földtani Társulat elnöke, azt követően tiszteletbeli tagja volt. 1937 és 1940 között a Királyi Magyar Természettudományi Társulat alelnöki tisztét látta el, 1944–1945-ben az Országos Természettudományi Tanács ügyvezető igazgatója és elnöke volt.

### Főbb művei
- A Mátra-hegység eruptív kőzetei. Budapest: Akadémia. 1909.
- Schmidt Sándor: A kristálytan története. Sajtó alá rend. Mauritz Béla. Budapest: Magyar Természettudományi Társulat. 1911.
- Beiträge zur Kenntnis der abyssischen Gesteine des Syenitstockes von Ditró.  Mathematische und Naturwissenschaftliche Berichte aus Ungarn,   (1927)   108–158. o. (Vendel Miklóssal)
- A Föld felépítése és anyaga. Budapest: Egyetemi ny. 1940.
- Kőzettan: Petrológia. Budapest: Hargita ny. 1941.
- Ásványrendszertan. Szerk. Steiner István. Budapest: Vörösváry ny. 1942.
- Ásványtan egyetemi és főiskolai hallgatók számára I–II. Budapest: Egyetemi ny. 1942.   (Vendl Aladárral)
- Kőzettan: Mauritz Béla előadásai alapján készítették tanítványai. Budapest: Vörösváry ny. 1943.